# پارک ملی زملیا لئوپاردا
پارک ملی زملیا لئوپاردا (انگلیسی: Land of the Leopard National Park) یک پارک ملی حفاظت‌شده در سرزمین پریمورسکی کشور روسیه است.